# Куюсайская культура
Куюсайская культура (туркм. Guýisaý medeniýeti) — археологическая культура раннего железного века (VII—IV века до н. э.) в районе древней Присарыкамышской дельты Амударьи (Сарыкамышская котловина) на территории современного Туркменистана.

## Открытие
Культура получила название по поселению Куюсай 2 (Дашогузский велаят Туркменистана), открытому Б. В. Андриановым в 1953 г., и исследованному Б. И. Вайнберг в 1970-71 годах. На материалах этого поселения и по результатам изучения могильников Тумек-Кичиджик, Тарымкая, Вайнберг выделена отдельная Куюсайская культура.

## Появление и принадлежность
Район Присарыкамышья после неолитического времени не был заселён в силу сложившихся здесь неблагоприятных экологических условий и в раннем железном веке осваивался заново коллективами людей, имеющими предположительно разное генетическое и этнокультурное происхождение.
Уже в VIII в до н. э. периодически происходят прорывы воды из Амударьи в южные русла Присарыкамышской дельты (Южный и Средний Даудан). По всей видимости, не позднее конца VIII до н. э. по ним устанавливается постоянный сток в Сарыкамыш. В это же время значительно сокращается сток по Южной Акчадарьинской дельте (правобережье Амударьи), что послужило основной причиной ухода с этой территории населения, освоившего оазис в эпоху поздней бронзы (Амирабадская культура). В этот период времени заселяются ранее пустующие берега дельтовых протоков на территории Присаракамышья.
Изменения водного режима Амударьи, произошедшие к первой трети I тысячелетия до н. э., привели не только к обводнению территории Левобережного Хорезма (Присарыкамышская дельта), но и к радикальным изменениям способа хозяйствования, что было вызвано помимо изменения гидрографической ситуации мощным культурным импульсом из южных областей Центральной Азии, прежде всего, из дельты Мургаба. В VIII — первой половине VII веках до н. э. на этой территории распространилась скотоводческо-земледельческая сако-куюсайская археологическая культура, соотносимая с первому этапу раннего железного века Хорезма (РЖВХ-I).
Результаты исследований показывают, что в VIII—VII веках до н. э. на территорию Хорезмского оазиса переселяется новый этнос, отличный от аборигенного населения — существовавшие здесь в предыдущий период скотоводческие племена амирабадской культуры не имеют генетической связи с ним.
Дошедшая до нас эпическая традиция рассказывает о проходившей между Мидийской державой и саками упорной борьбе за Парфию (см. Зарина), и вооружённые куюсайцы вполне могли представлять один из компонентов кочевой сакской конфедерации. Разумеется, это отнюдь не говорит ещё о том, что они принадлежали непосредственно к сакским племенам. Б. И. Вайнберг справедливо отмечает, что куюсайский археологический комплекс заметно отличен от круга памятников, относимых к числу сакских.
Согласно С. Б. Болелову, по археологическим и антропологическим данным выделяются две различные в своей основе группы населения, расселившиеся в области левобережья Амударьи и никак не связанные с культурами эпохи бронзы: присаракамышские саки и куюсайцы. По этим группам населения первый этап раннего железного века в Хорезме он предлагает называть сако-куюсайским. По всей видимости, в это же время на территории Южного Хорезма (правый берег Амударьи, район Туямуюнской излучины) также появляются группы сакского населения, оставившие курганы в могильнике Мешекли.
Совместное проживание двух различных в своей основе, но, возможно, родственных групп населения на одной, причём незначительной по площади территории (Куюсайское поселение расположено в нескольких километрах от возвышенности Сакар-Чага) в рамках единой и взаимосвязанной палеоэкономической системы, обусловило формирование в Присарыкамышье сако-куюсайской культурной и хозяйственной общности.
По некоторым версиям, носители Куюсайской культуры мигрировали из района стыка культуры Дехистана и культуры Яз-Депе (в пределах Южного Туркменистана и Северного Ирана), по другим — культура сложилась на основе слияния местной культуры сако-массагетского круга и мигрантов, связанных с земледельческими культурами юго-западных областей Средней Азии.
Археоологические комплексы Хорезма близки синхронным комплексам Северной Бактрии, Маргианы и Согда, что позволяет предположить генетическую связь носителей архаической культуры Хорезма с представителями круга культур лепной расписной керамики финального этапа эпохи бронзы. Причём отсутствие на территории Хорезма памятников периода Яз-I позволяет считать, что переселение «хорасмиев» произошло в начальный период Яз-II. Причём только благодаря находкам двухпёрых наконечников стрел с выступающей втулкой удалось точно идентифицировать комплекс Яз-II на поселении Куюсай 2.
В антропологических материалах представителен долихокранный компонент, известный на памятниках бронзового века с территории Южного Туркменистана.

## Поселения и уклад
В культурном облике куюсайская культура представляет собой культуру скотоводов или кочевников и явно характеризует одну из групп раннекочевнических племён, бывших в пору раннего железа непосредственными соседями осёдлых оазисов. В основе хозяйства — скотоводство (в основном крупный рогатый скот, лошади, верблюды), подсобное богарное земледелие.
Проживали куюсайцы в открытых поселениях в полуземлянках или в наземных каркасных постройках. Наземные дома столбовой конструкции, стены из прутьев обмазаны глиной, что указывает на быт, принципиально отличный от оседлых земледельцев юга, обитавших в прочных домах из сырцового кирпича. Отлична от южных комплексов и лепная керамика, среди которой имеются и круглодонные формы. Железные ножи и бронзовые наконечники стрел характеризуют предметы вооружения.
Местная керамика лепная, в основном красного или красно-бурого цвета, с примесью в тесте шамота, иногда толчёных раковин. Вместе с тем при раскопках найдена как серая керамика культуры архаического Дахистана, так и сосуды баночной формы язовского культурного ареала. Это позволяет синхронизировать Куюсай с памятниками юга и указывает на наличие тесных культурных связей. Вместе с тем, археологические материалы, полученные в ходе раскопок, обнаруживают чёткие параллели в нижнесырдарьинском могильнике Уйгарак и демонстрируют восточное направление культурных связей присарыкамышского населения.
Зафиксированы остатки домашнего ремесленного производства. Какой-либо заметной социальной дифференциации общества по археологическим данным в этот период не обнаружено.
К VII веку до н. э. в низовьях Амударьи в результате мощного культурного импульса из южных земледельческих областей Средней Азии (прежде всего Маргианы) изменяется палеоэкономическая система хозяйствования и начинает процесс урбанизации. В это время в южной части Левобережного Хорезма (Хумбузтепе), а затем и на территории Присаракамышской дельты появляются обжигательные керамические печи, гончарный круг, освоено строительство из форматного сырцового кирпича. К этому же времени относятся и первые ирригационные сооружения. Не позднее рубежа VII—VI веков до н. э. в наиболее густонаселённой области Хорезма — Присаракамышской дельте Амударьи, возникает крупный городской или протогородской центр — городище Кюзели-гыр, являвшийся, надо полагать, центром историко-культурной области до завоевания Хорезма державой Ахеменидов.
В V—IV веках до н. э. Хорезм входит в состав Ахеменидской державы (что произошло незадолго до 530 г. до н. э.), однако вскоре в низовьях Амударьи возникает независимое раннегосударственное образование. Параллельно этому процессу в дельте Амударьи формируется своеобразный археологический комплекс (древнехорезмийский), который с одной стороны генетически связан с предыдущей традицией периода раннего железного века (дингильджинский этап), а с другой, явно испытывает влияние позднеахеменидской культурной традиции.

## Периодизация
Рубеж VII—VI веков до н. э. отсчитывают как начало второго периода раннего железного века в Хорезме (РЖВХ-II), часто называя в археологической литературе его «архаическим периодом» и подразделяют на два этапа: ранний — кюзелигырский (рубеж VII—VI — начало V веков до н. э.), и поздний — дингильджинский (вторая половина V — начало IV в. до н. э.).
Для раннего этапа характерны одиночные трупоположения (вытянутые на спине, чаще головой на запад) в неглубоких овальных в плане ямах, иногда перекрытых камышовым настилом на деревянных жердях под небольшим курганом; встречены захоронения на древнем горизонте и трупосожжения.
На позднем этапе распространяется захоронение очищенных костей в оссуариях под курганом, что возможно говорит о влиянии зороастризма. Среди инвентаря — предметы конской упряжи, однолезвийные железные ножи; 1 (реже 2) сосуд, поставленный у головы; в женских захоронениях бывают зернотёрки, тёрочники, немногочисленные украшения из бронзы и полудрагоценных камней.